# Lăng Lenin
Lăng Lenin (Tiếng Nga : Мавзолей Ленина) là nơi bảo quản và lưu giữ thi hài của Vladimir Ilyich Lenin, qua đời vào năm 1924. Lăng là công trình xây dựng mới nhất tại trung tâm Quảng trường Đỏ tại thủ đô Moskva của Nga. Lăng là biểu tượng cho chủ nghĩa cộng sản tại Liên Xô (sau này là Nga) và trên thế giới.

## Lịch sử xây dựng
- Đầu tiên lăng được làm bằng gỗ.
- Trong những năm Chiến tranh vệ quốc vĩ đại 1941 thi hài Lenin được sơ tán về vùng Ural.
- Từ năm 1953 đến năm 1961 trong lăng có cả thi hài Iosif Vissarionovich Stalin, vì vậy thời kỳ đó gọi là Lăng Lenin và Stalin. (Tiếng Nga: Мавзолей Ленина и Сталина)
- Sau đó Stalin được đưa ra khỏi lăng trong thời kỳ xét lại trong nội bộ Đảng Cộng sản Liên Xô.

### Phí tổn
Phí tổn để chăm sóc thi hài và duy trì lăng tốn khoảng 1,5 triệu USD mỗi năm, từ 1991 được trả từ 1 quỹ tư nhân.

## Những lần phá hoại trong lăng
- Ngày 1 tháng 9 năm 1973, 1 kẻ khủng bố đã cho nổ bom tự chế tạo trong lăng, làm một số người bị thương nhưng thi hài Lenin không bị ảnh hưởng.
- Ngày 20 tháng 1 năm 2015, 2 nghệ sĩ người Nga bị cảnh sát bắt giữ sau khi 2 người này thực hiện hành vi hắt nước thánh vào tường lăng Lenin và hét to "hãy sống lại và rời đi".